# Max Boot

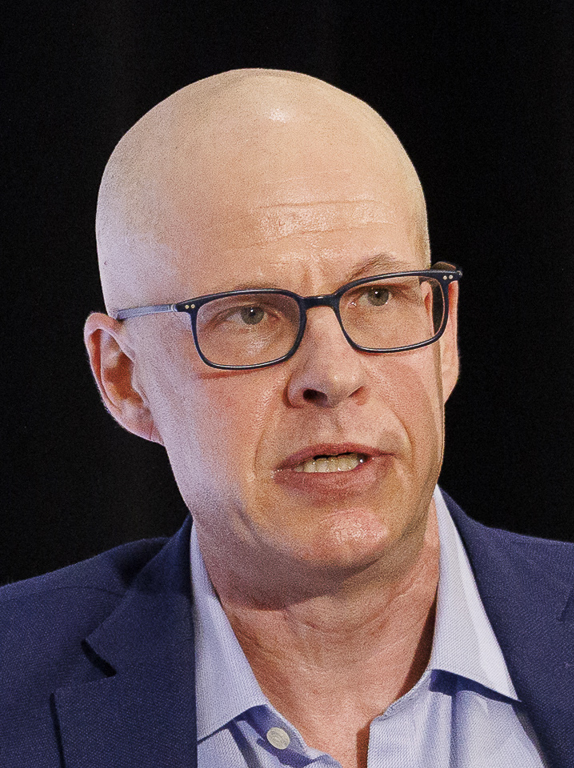
Max Boot (2024)

Max Boot (Moskou, 12 september 1969) is een Russisch-Amerikaanse auteur, consultant, commentator, lector en militair historicus.

## Afkomst en opleiding
Boot werd geboren in Moskou. Zijn ouders, beiden Russische Joden emigreerden later van de Sovjet-Unie naar Los Angeles, waar hij opgroeide. Boot werd opgeleid aan de University of California, Berkeley (BA, Geschiedenis, 1991) en de Yale-universiteit (MA, Diplomatieke Geschiedenis, 1992). Hij begon zijn journalistieke carrière met het schrijven van columns voor het studentennieuwsblad van Berkeley The Daily Californian. Later verklaarde hij dat hij geloofde dat hij de enige conservatieve auteur was in de historie van de krant.

## Carrière
Boot is de Jeane J. Kirkpatrick Senior Fellow in National Security Studies van de Council on Foreign Relations (CFR), als redacteur van The Weekly Standard en de Los Angeles Times, en een vaste medewerker aan andere publicaties, zoals The Wall Street Journal, The Washington Post en The New York Times. Hij blogde sinds 2007 regelmatig voor Commentary Magazine gedurende verscheidene jaren op haar blog pagina, getiteld Contentions. Hij gaf lezingen voor Amerikaanse militaire instituten, zoals het  Army War College en het Command and General Staff College.
Boot werkte van 1992 tot 1994 als schrijver en als redacteur voor The Christian Science Monitor. Hij verhuisde daarna voor de volgende acht jaar naar de The Wall Street Journal. Hij schreef een column, getiteld "Rule of Law" over rechtelijke onderwerpen. Na vier jaar furore met deze column te hebben gemaakt, promoveerde hij naar de positie van redacteur van de opiniepagina.
Boot verliet de Journal in 2002 en trad toe tot de Council on Foreign Relations (CFR) als senior fellow in National Security Studies. Zijn eerste CFR-artikelen  verschenen in diverse bladen, waaronder The New York Post, The Times, Financial Times en de International Herald Tribune.
Boot schreef in 2002 Savage Wars of Peace, a study of small wars in American history voor Basic Books. Hij ontleende de titel aan Kiplings gedicht "White Man's Burden". James A. Russell bekritiseerde het boek in de Journal of Cold War Studies, stellend "dat Boot geen kritisch onderzoek had gedaan en dat daarom de verbanden die hij in zijn weergave van de geschiedenis deed, in wezen van geen betekenis zijn". Benjamin Schwarz oordeelde in The New York Times dat Boot van het Amerikaanse militaire apparaat verlangde een "bijna onmogelijke taak te verrichten" en kwalificeerde het boek als "weinig zeggend". Victor Davis Hanson kwam daarentegen met een positieve reactie in History News Network. Hij stelde dat "Boots goed geschreven boek niet alleen fascinerend leesvoer behelst, maar ook leerzaam is". Robert M. Cassidy kenschetste het werk in Military Review als "buitengewoon". Boots boek won ook de General Wallace M. Greene Jr. Award 2003 van het Marine Corps Heritage Foundation als het beste non-fictieboek, dat recentelijk werd gepubliceerd over de geschiedenis van het Marine Corps.
Boot schreef in 2003 en 2004 talrijke CFR-artikelen. De World Affairs Councils of America riep Boot in 2004 uit tot een van "de 500 invloedrijkste mensen op het terrein van buitenlands beleid in de Verenigde Staten". Hij werkte in 2004 ook voor het Project for the New American Century (PNAC).
Boot publiceerde in 2006 het werk War Made New, een analyse van revoluties in militaire technologie sinds 1500. De centrale these van het boek is dat een militair apparaat succes heeft wanneer het dynamiek kent en als het over moderne structuren, administraties en locaties beschikt om nieuwe technologieën toe te passen. Hij concludeert dat het Amerikaans militaire apparaat zijn voorsprong kan verliezen als het niet platter georganiseerd, minder bureaucratisch en meer gedecentraliseerd wordt. Het boek kreeg lof van Josiah Bunting III in The New York Times, die het "origineel en magistraal" noemde, maar ook kritiek van Martin Sieff in The American Conservatieve, die het kwalificeerde als "opmerkelijk oppervlakkig".
Boot schreef meer CFR-artikelen in 2017 en hij ontving dat jaarde Eric Breindel Award for Excellence in Opinion Journalism. In een aflevering uit 2017 van Think Tank met Ben Wattenberg, schreef Boot dat hij "een journalist was geweest" en dat hij zichzelf voortaan alleen als militair historicus beschouwt. Boot voerde als "adviseur buitenlands beleid" campagne voor senator John McCain voorafgaand aan de presidentsverkiezing in 2008. Hij schreef in een hoofdartikel in World Affairs Journal dat hij sterke parallellen ziet tussen Theodore Roosevelt en McCain. 
Boot bleef tot 2012 onder het CFR label in verscheidene bladen schrijven. In het bijzonder betoogde hij dat Obama's Health Care-plan de Super Power-status van de V.S. versterkte,  en dat en dat de aanvankelijke Amerikaanse overwinning in Afghanistan verijdeld werd door inschikkelijkheid van de regering ondanks dat de strijdkrachten een overwinning hadden kunnen afdwingen. Ook schreef hij opiniestukken, waarin hij kritiek leverde op bezuinigingsmaatregelen in zowel de V.S.  als het V.K. omdat deze hun nationale veiligheidsbelangen schade toebrachten.
In september 2012 schreef Boot samen met Michael Doran, senior fellow van het Brookings Institution, een opiniestuk in The New York Times, getiteld "Vijf redenen om nu in Syrië interveniëren", een pleidooi aan de Amerikaanse krijgsmacht om – tegemoetkomend aan zijn NAVO-rol – een dekkende no-flyzone in de Kosovo-oorlog te creëren. Hij verklaarde dat "Amerikaanse interventie de invloed van Iran in de Arabische wereld" en "een krachtiger Amerikaans beleid verspreiding van het conflict zou kunnen verminderen" in de "sektarische strijd in Libanon en Irak". Voorts argumenteerde Boot dat "training en uitrusting van betrouwbare partners binnen de Syrische oppositie" dienstbaar kan zijn aan het creëren van een bolwerk tegen extremistische groepen als Al Qaeda". Hij concludeerde dat "Amerikaans leiderschap in Syrië de relatie met belangrijke bondgenoten, zoals Turkije en Qatar zou kunnen verbeteren en een vreselijk mensenrechtendebacle zo kunnen beëindigen".
Boots boek Invisible Armies (2013) gaat over de geschiedenis van guerrilla-oorlogvoering, verschillende gevallen van succesvolle en falende gewelddadige opstanden, zoals de strijd gedurende de Amerikaanse Onafhankelijkheidsoorlog, de Vietnamoorlog, en de actuele Syrische burgeroorlog. Hij beweert dat traditionele conventionele militaire tactieken, zoals toegepast door de Amerikaanse strijdkrachten onder de regeringen van president George W. Bush en president Barack Obama tegen guerrillaorganisaties grote strategische mislukkingen hebben opgeleverd. Boot besprak zijn boek in diverse programma's, zoals in januari 2014 in de serie "Uncommon Knowledge", van het Hoover Instituut.

## Politieke standpunten
In het algemeen beschouwt Boot zichzelf als een "natuurlijke tegendraadse figuur". Hij noemt zich een conservatief, ooit gekscherend: "Ik groeide op in de jaren tachtig, toen conservatisme cool was". Hij is voorstander van een kleine overheid in eigen land en Amerikaans leiderschap in het buitenland. Hij was een felle tegenstander van de kandidatuur van Donald Trump voor de presidentsverkiezing in 2016 en leverde felle kritiek op de Republikeinse Partij. Hij was ook gekant tegen de voordracht van Rex Tillerson voor de post van minister van Buitenlandse Zaken, omdat hij deze in ernstige mate pro-Russisch achtte.
In een opiniestuk voor Foreign Policy in september 2017 schetst Max Boot zijn visie aldus: "Ik ben sociaal- liberaal: Ik ben pro-LGBT-rechten, pro-abortus, pro-immigratie. Ik ben fiscaal conservatief: ik vind dat we de staatsschuld moeten terugdringen en de aanspraak op overheidsuitgaven onder controle moeten krijgen. Ik ben pro-milieubeleid. Ik denk dat klimaatverandering een majeure bedreiging is, die wij moeten agenderen. Ik ben pro-vrijhandel: Ik denk dat we nieuwe handelsvragen moeten sluiten in plaats van ons terugtrekken uit oude verdragen. Ik ben streng op het punt van defensie: Ik denk dat we ons militaire apparaat moeten opvoeren om onze vele vijanden te kunnen weerstaan. En ik ben een grote voorstander van een Amerika dat optreedt als Wereldleider: "Ik ben ervan overtuigd dat het in ons eigen belang is dat wij vrijheid en vrije markten bevorderen, zoals we dat in de een andere vorm hebben gedaan sinds op zijn minst 1898".
In december 2017, schreef hij, eveneens in Foreign Policy, dat recente gebeurtenissen – in het bijzonder de verkiezing in 2016 van Donald Trump tot president – hem ertoe hebben gebracht sommige van zijn eerdere inzichten over het bestaan van blanke en masculiene privileges te herzien. "In het bijzonder de laatste jaren is het voor mij onmogelijk geworden om de werkelijkheid te ontkennen van discriminatie, intimidatie, zelfs geweldpleging die gekleurde mensen en vrouwen voortdurend ervaren in het hedendaagse Amerika van een machtsstructuur die voor het grootste deel in handen is van dominante blanke mannen. Met andere woorden: mensen zoals ik. Of ik het besef of niet, ik heb geprofiteerd van mijn huidskleur en mijn geslacht – en zij die een ander geslacht of huidskleur hebben, lijden daaronder".